# サンライズ号 (高速バス)

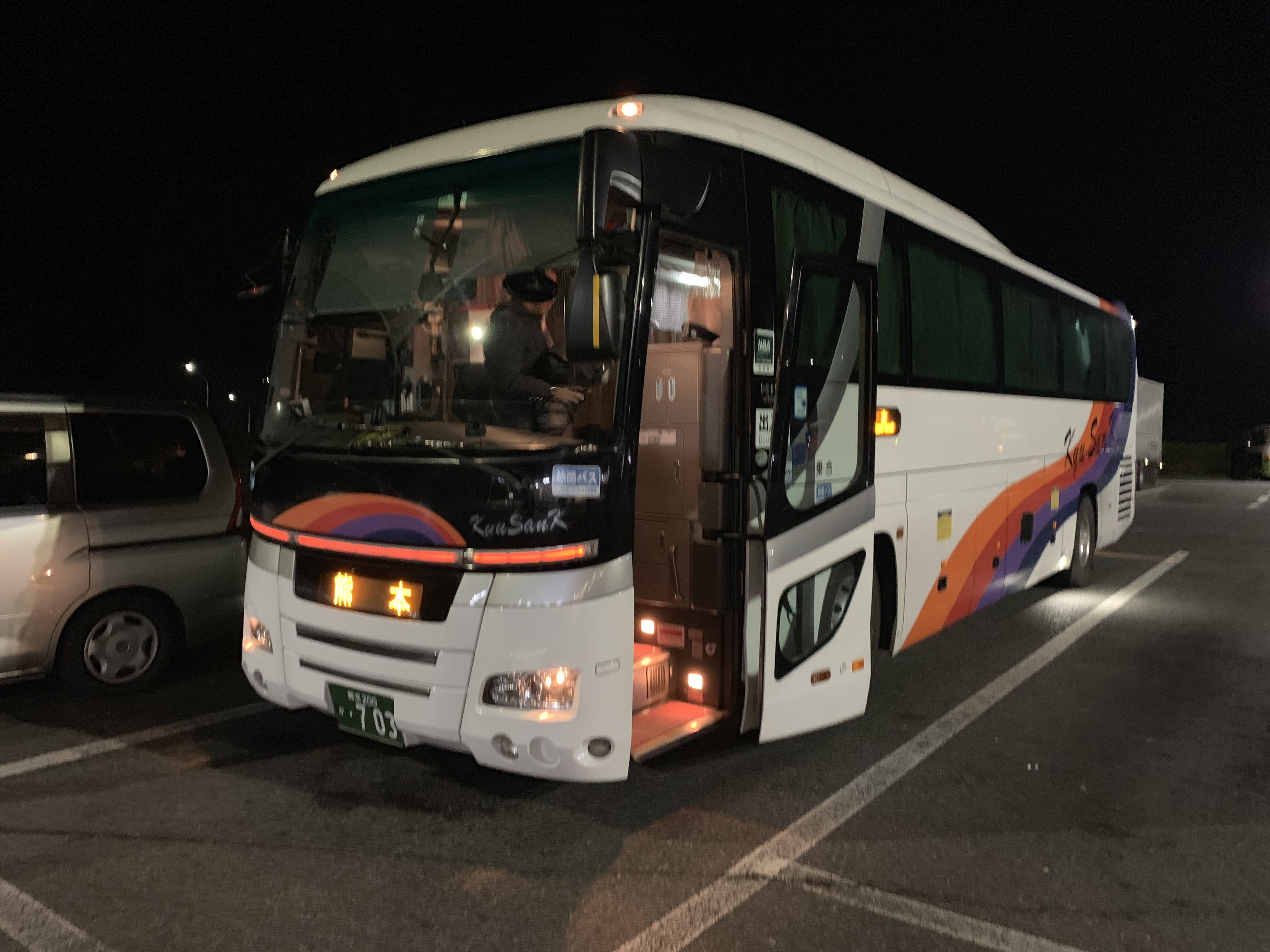
サンライズ号（九州産交バス）

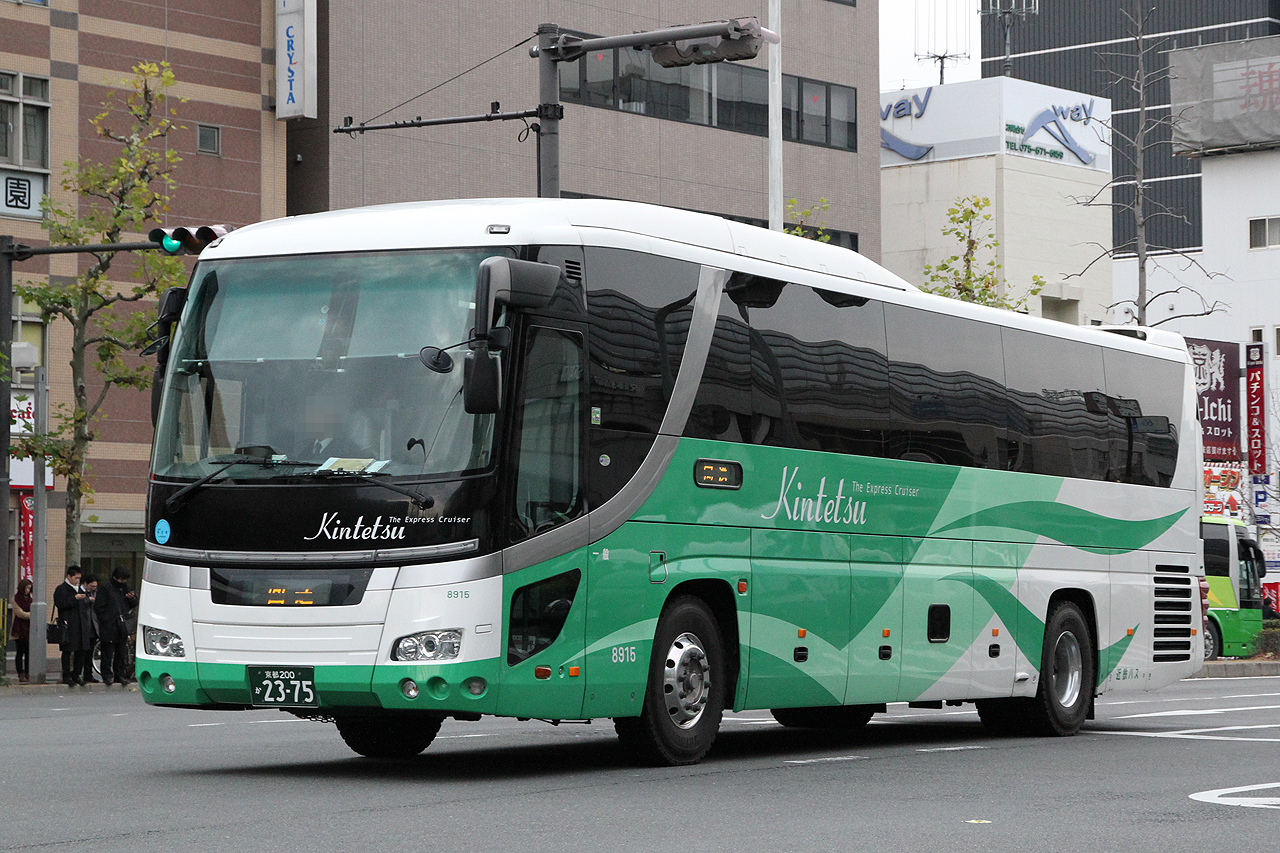
サンライズ号（近鉄バス）

サンライズ号（サンライズごう）は、京都府・大阪府・兵庫県と熊本県を結ぶ夜行高速バスである。
当初は大阪 - 熊本間の路線として開業したが、熊本 - 京都間を運行していた「京都号」、熊本 - 神戸間を運行していた「トワイライト号」を事実上統合して現在の形となった。本項では京都号についても解説する。なお、トワイライト号についてはトワイライト神戸号を参照のこと。
また、この項においては2012年8月1日より運行開始したサンライズ号の格安便とも言える熊本 - 大阪・京都線「あそ☆くま号」についても併記する。

## 運行会社
「サンライズ号」「あそ☆くま号」共通
- 九州産交バス
  - 担当営業所：高速営業所
- 近鉄バス
  - 担当営業所：京都営業所

## 沿革
- 1988年（昭和63年）
  - 7月8日 - 近畿日本鉄道と九州産業交通の共同運行により「サンライズ号」開業（大阪 - 熊本）[1]。当初は大阪のターミナルは上本町バスセンターのみであった。
    - 近鉄便の担当営業所は布施営業所（のちに八尾営業所に変更）。

  - 12月 - 「サンライズ号」が新たにあべの橋バスステーションに停車。
- 1990年（平成2年）10月19日 - 京阪バスと九州産交の共同運行により「京都号」（京都・枚方 - 熊本）開業[2]。
- 1997年（平成9年）4月 - 「サンライズ号」が新たに大阪なんば（OCATビル）に停車。
- 1999年（平成11年）2月2日 - 京阪バスが「京都号」の運行から撤退（予約・発券業務は2002年5月31日まで継続）、「京都号」は九州産交1社による運行となる。
- 2001年（平成13年）4月 - 「サンライズ号」が新たにUSJに停車[注 1]。
- 2002年（平成14年）6月1日 - 既存の「サンライズ号」と「京都号」を統廃合する形で、近鉄バス・九州産交の共同運行により新たに京都・大阪 - 熊本線として新生「サンライズ号」開業。この際に、USJならびに上本町への乗り入れを廃止。また大阪 - 京都間は「京都号」の枚方経由から名神高速経由へと変更され、京阪バスによる運行支援を終了。近鉄バスの担当はこれまでの八尾営業所から京都営業所に変更。さらに、この時期より近鉄便のみ36人乗り2階建て車両による運行を開始（原則1号車のみ）。
- 2003年（平成15年）9月1日 - 大阪市内で梅田に新たに停車。
- 2010年（平成22年）12月1日 - トワイライト神戸号（尼崎・神戸 - 熊本・鹿児島）の運行休止に伴い、関西と熊本県南部間の利便性低下を防ぐため、サンライズ号となんぷう号（熊本交通センター - 新八代駅・人吉IC間のみ）との間で乗継割引を実施[3][注 2]。
- 2011年（平成23年）4月1日 - 三宮バスターミナル（ミント神戸）、熊本駅前、西部車庫へ乗り入れ開始。九州産交バスは、「熊本駅前」停車によりJRへの乗り継ぎがスムーズとなり、「西部車庫」停車によりパーク＆バスライドが利用可能となり、また「三宮バスターミナル」停車により、かつての熊本 - 神戸間｢トワイライト号｣利用者に応えることが出来るとしている[4][5]。
- 2012年（平成24年）
  - 7月12日 - 「サンライズ号」の近鉄便に「座席仕切りカーテン」「コンセント」「プラズマクラスターエアコン」の設置された新型車両（ハイデッカー車を導入。
  - 8月1日 - 「サンライズ号」の低価格版として、九州産交バス・近鉄バスの共同運行で熊本 - 大阪・京都線「あそ☆くま号」を運行開始。
- 2013年（平成25年）4月21日 - 「サンライズ号」が停車していた名神高速上3停留所（名神大山崎・名神高槻・名神茨木インター）における乗降扱いを廃止。
- 2015年（平成27年）10月1日 - 熊本市桜町一帯再開発事業におけるバスターミナル建て替えに伴い、熊本交通センター乗降場所を変更[6]。
- 2016年（平成28年）
  - 4月1日 - 近鉄バスが「サンライズ号」の運行から撤退。九州産交バスの単独運行となる（ただし、関西側の予約受付・乗車券発行や運行支援業務全般ならびに「あそ☆くま号」の運行は近鉄も引き続きおこなう）。
  - 4月16日 - 熊本地震における高速道路の通行止めに伴い、「サンライズ号」・「あそ☆くま号」共にこの日から4月26日発まで運休に。運行再開後の4月27日以降、「サンライズ号」の運行経路である熊本ICの東バイパス上り線側ランプが通行できないため京都行きの迂回運行により、当面「松の本」停留所からの乗車は不可（熊本行は「松の本」での降車は可）。
- 2017年（平成29年）1月6日 - 近鉄バスが「サンライズ号」の運行に復帰。
- 2018年（平成30年）9月30日 - この日を以って「サンライズ号」九州産交便で実施していたエア枕・アイマスクの無料配布サービスを終了。
- 2019年（平成31年・令和元年）
  - 4月1日 - 熊本駅前再開発工事着手に伴い、サンライズ号・あそ☆くま号とも、京都行きの乗り場がこれまでの「のりば3」（高速・特急バス専用）から、一般路線バス熊本交通センター方面乗り場と同じ「のりば1」へ変更。
  - 6月21日 - 運賃改定[7]。
  - 9月11日 - 熊本市桜町一帯再開発ビル（名称：SAKURA MACHI Kumamoto）完成に伴う同ビル内バスターミナルに乗り入れ開始により、熊本交通センター乗降場所を変更。名称もこれまでの「熊本交通センター」から「熊本桜町バスターミナル」に改称[8][9][10]。
- 2020年（令和2年）
  - 4月11日 - 新型コロナウイルスの世界的感染拡大の影響による利用客への感染拡散防止により、この日より同年5月6日までの期間においては「サンライズ号」・「あそ☆くま号」共に運休[11][12]（その後、当面の間運休期間延長）。
  - 11月20日 - 「サンライズ号」がこの日の出発便より近鉄バスの単独運行により運行を再開[13]。
  - 12月5日 - 「サンライズ号」の九州産交バス便がこの日の出発便より運行を再開[14]。
- 2021年（令和3年）
  - 1月14日 - この日の出発便より当面の間運休[15]。
  - 10月29日 - 「サンライズ号」が、この日の京都出発便より運行を再開（熊本発は翌30日より）。当面は近鉄バス1社による単独運行（九州産交便は引き続き運休）。コロナ収束までの間は毛布の貸出を中止。
- 2023年（令和5年）2月24日 - 「サンライズ号」この日の熊本出発便より九州産交バスが運行に復帰。

## サンライズ号

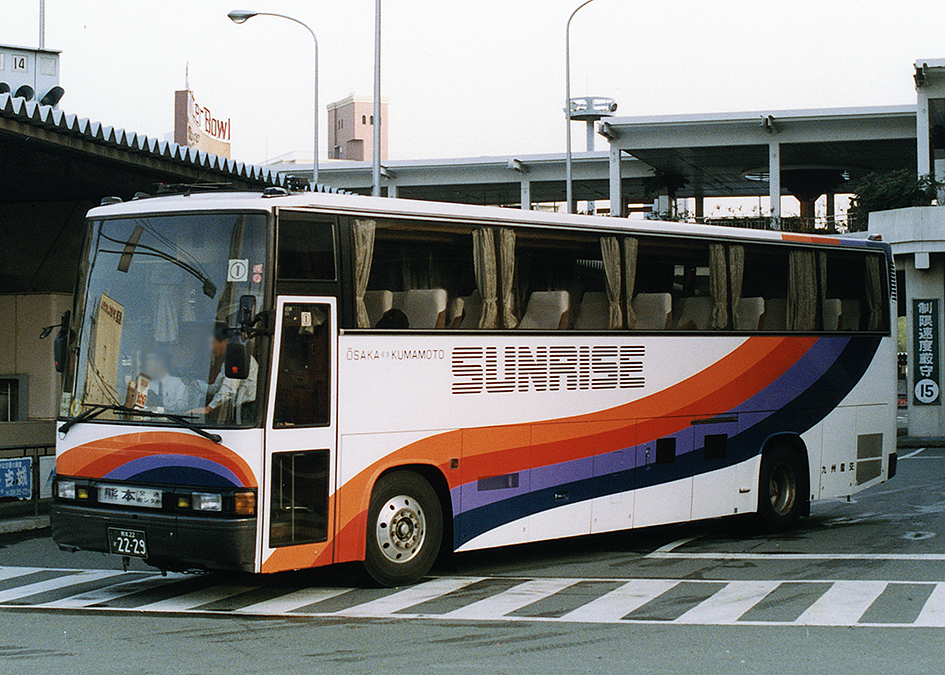
運行開始当時のサンライズ号 九州産交便 （1992年撮影）
当初は近鉄便も同一の車種が使われ、かつ同一の塗装を纏っていた

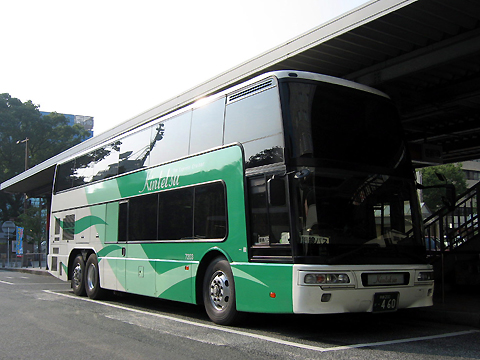
近鉄バスで2002年 - 2012年の間使用されたダブルデッカー車

沿革にもあるように、サンライズ号は1988年7月の運行開始して以来、その間に系統統合・経路変更などを経つつも、2018年7月には開業30年を迎え、長い歴史を持つ。運行開始した当時において、関西と九州とを結ぶ路線としては西日本鉄道・阪急バス（当時：のちに阪急観光バス）が運行していた大阪 - 北九州・福岡線「ムーンライト号」 に次ぐ2路線目であり、熊本発着の本州向け夜行高速バスとしては第1号であると同時に、本路線が九州産交・近鉄の両社にとっても初の夜行高速バス路線でもあり、これを皮切りに両社とも路線を拡充していくことになる。なお、近鉄バスは2016年4月から一時期運行から撤退し、その間は九州産交が単独で運行していたが、2017年1月より運行に復帰している。また、2020年に発生した新型コロナウイルスの感染拡大の影響により両社便とも一時期運休し、その後復便するも再度運休を経て2021年10月末より暫くは近鉄バスが単独で運行を続けていたが、2023年2月下旬より九州産交が運行に復帰した。
予約制のため、事前に予約する必要がある。以前は近鉄バス扱い席は発車オ〜ライネット、九州産交バス扱い席は楽バス（現：@バスで(ハイウェイバスドットコム)）に収容されていたが、全席が発車オ〜ライネットでの扱いに統一された。なお、2013年3月25日より本路線ならびに後述の「あそ☆くま号」ともじゃらんnetでの予約も可能である。

### 運行経路・停車箇所
太字は停車停留所。近畿地区内のみおよび熊本県内のみの利用はできない。
京都駅八条口 - 京都南IC - （名神高速道路） - 豊中IC - （阪神高速道路） - あべの橋〈JR天王寺駅〉 - 近鉄なんば駅西口〈OCAT〉 - 大阪駅前〈地下鉄東梅田駅〉 - （阪神高速道路）- 神戸三宮〈ミント神戸〉 - （阪神高速道路・神戸淡路鳴門自動車道・山陽自動車道・関門橋・九州自動車道） - 植木IC - 武蔵ヶ丘 - 熊本IC - （国道57号熊本東バイパス） - 松の本 - 熊本県庁前 - 熊本桜町バスターミナル - 熊本駅前 - 西部車庫
- 京都駅八条口の乗降場所は近鉄京都駅前近鉄高速バスのりばからの発着となる[注 4]。
- 神戸・大阪・京都行きは、熊本駅前は1番のりばから、桜町BTは6番のりばから発車する。
- 大阪駅前（地下鉄東梅田駅）は1号車のみ乗降扱いを行う。2号車以降の続行便は全て通過扱いとなるため、予約の際に注意が必要である。（後述の「あそ☆くま号」も同様）
- 神戸･大阪･京都行きは九州道吉志PA、熊本行きは山陽道福石PA[注 5] にてそれぞれ途中休憩する[注 6]。
- 九州産交便の熊本行きは、翌朝の九州道玉名PAでも開放休憩を行う。

### 使用車両
- 日野・セレガ（2代目モデル）ハイデッカーまたはスーパーハイデッカーを使用

1988年の運行開始時においては、九州産交・近鉄とも2社共通の塗装を纏った日野ブルーリボン・グランデッカ（右横上写真参照）が使用され、共同運行による一体感を持たせていた。のちにこの塗装は九州産交バスにおいて他の路線にも流用され、現在においては同社の高速バス用標準塗装となっているが、全ては本路線がこのカラーリングの起源であり、通称「サンライズカラー」と呼ばれているのもその名残である。
その後は経年により会社別塗装のスーパーハイデッカー車に代替されるが、2002年に京都延伸した頃より近鉄便は原則1号車のみ38人乗りダブルデッカー車（三菱ふそう・エアロキング 右横下写真参照）において運行されるようになった が、2012年7月12日をもって通常のハイデッカー車に代替された。
近鉄バス京都営業所の車両を使用する際、同営業所には夜行用・昼行用ともに高速車の保有台数が最小限にとどまっているため、同営業所所有の車両が充当できない場合においては八尾営業所より車両を借用して運用される場合もある。

#### 車内設備
下記は正規便のみ（続行車においては車両によって非装備のものもある）
- 3列独立シート
- トイレ
- 毛布（コロナ収束までの間貸出休止中）・スリッパ[注 8]
- 座席コンセント
- 仕切りカーテン
- 除菌装置（九州産交）[注 9]・プラズマクラスターエアコン（近鉄）
- Wi-Fi（無線LAN）
- 車内非常用（SOS）スイッチ
- 車間距離・車線逸脱警報装置

## あそ☆くま号

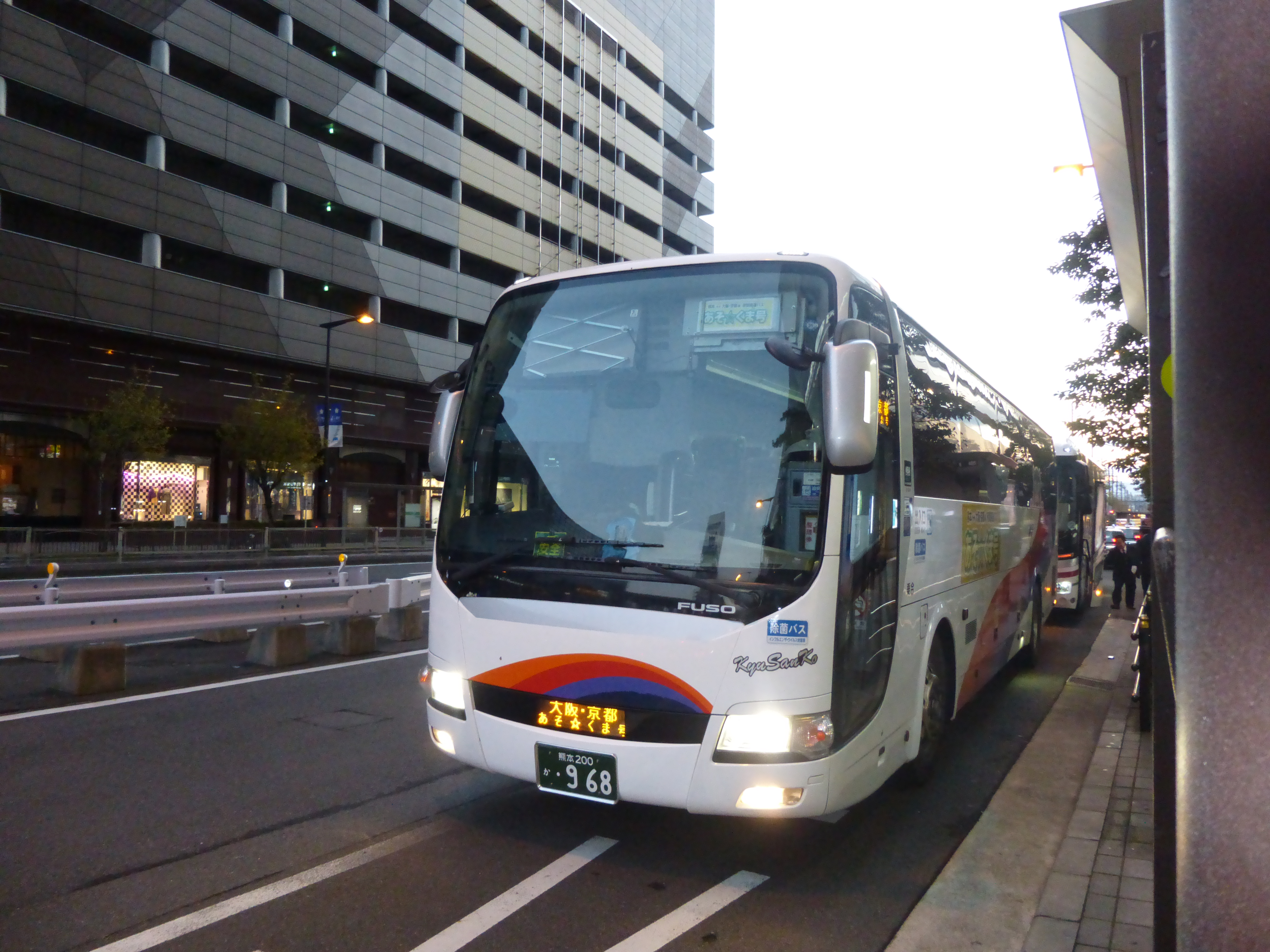
あそ☆くま号（九州産交バス）

沿革にも記したように、「あそ☆くま号」は、九州産交バスと近鉄バスとの2社共同運行で熊本 - 大阪・京都間を結ぶ。従来の「サンライズ号」と同様に2人乗務のツーマン運行ではあるが、「サンライズ号」はゆったりとした独立3列シート車であるのに対し、こちらは通常の観光バスタイプの4列（横2＋2列）シート車が使用され、運賃も「サンライズ号」より低廉に設定されている。ちなみに「あそ☆くま号」は熊本県内の停車箇所ならびに熊本市内の運行ルートも若干異なる。また、神戸三宮には停車しない。
愛称の由来は、熊本を代表する阿蘇山のあそと熊本のくまを名称に入れた親しみやすさをモットーとしている。

### 運行経路・停車箇所
太字は停車停留所。近畿地区内のみおよび熊本県内のみの相互利用は不可。
京都駅八条口 - 京都南IC - （名神高速道路） - 豊中IC - （阪神高速道路） - あべの橋〈JR天王寺駅〉 - 近鉄なんば駅西口〈OCAT〉 - 大阪駅前〈地下鉄東梅田駅〉 - （阪神高速道路) - 中国池田IC - (中国自動車道・山陽自動車道・関門橋・九州自動車道） - 植木IC - 西合志 - 武蔵ヶ丘 - 益城IC - （県道36号熊本益城大津線） - 益城インター口 - 自衛隊前 - 熊本県庁前 - 桜町BT - 熊本駅前 - 西部車庫
- 大阪・京都行きは九州道吉志PA、山陽道三木SA、熊本行きは山陽道三木SA、九州道玉名PAにおいて途中休憩がある。

### 使用車両・車内設備
- ハイデッカー
  - 産交 - 三菱ふそう・エアロエース（熊本のゆるキャラである「くまモン」のラッピング入り）「りんどう号」と共通運用として交互に使用
  - 近鉄 - 日野・セレガ（当初は同社貸切車と同一カラーの後部化粧室付き車両が使用されたが、現在は高速車共通塗装の中央床下化粧室付き車両に一新されている）
- 4列シート
- トイレ
- 座席コンセント
- Wi-Fi（無線LAN）

## 京都号・きょうと号（廃止）

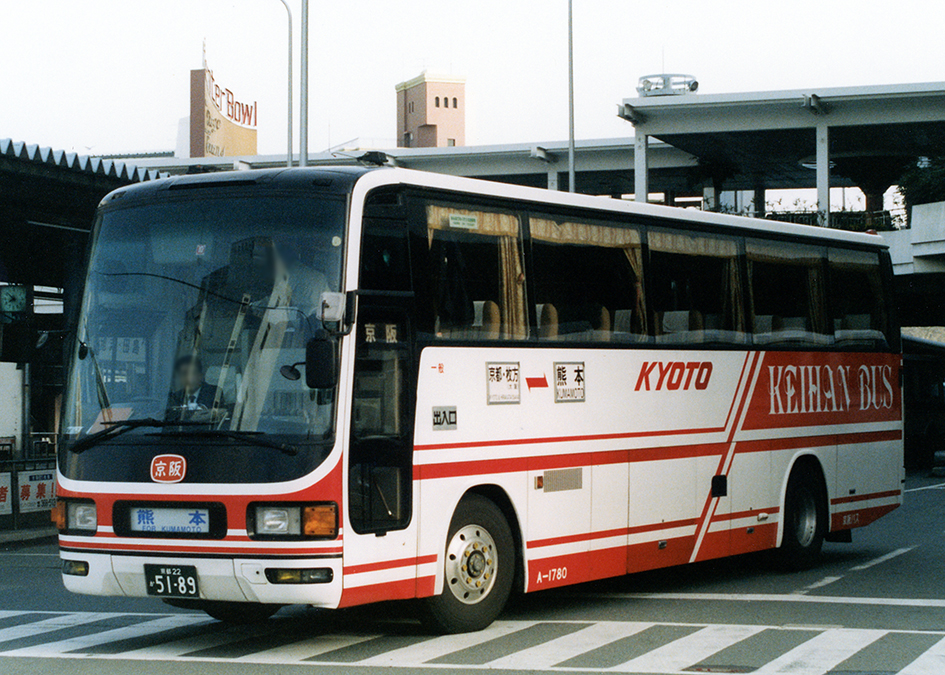
京阪バス 京都・枚方－熊本線 きょうと号（1992年撮影）

1990年の高速バス開設ラッシュ時において、九州産業交通が京阪バスと共同運行において運行開始した。九州産業交通にとっては、大阪線（サンライズ号）・神戸線（トワイライト神戸号）・名古屋線（不知火号）に次ぐ4番目の路線となる。愛称は両社とも「きょうと号」であったが、九州産業交通はバス車体に「京都」と大きく楷書体において愛称が入れられていた（2代目車両からは愛称は入っていない）上、時刻表やパンフレットなどには全て漢字表記の「京都号」が用いられていた。一方で京阪バスは同社夜間高速バス共通の総称であるため、他路線（福岡線や東京線などすべて）と同様に「きょうと号」として扱われている。
運行開始当初はそこそこの利用率を誇ったものの、元々両都市間とのビジネス利用としてはあてにならず、むしろ観光目的での利用が多かったためであろう、さらにバブル崩壊により年々旅行者は減少しているためか利用率も減少傾向を見せ始める。このためか、多客時期などは別として通常期においては他の3路線と比較してもそんなに賑わいが見られなかった（2台以上で運行しているのは多客時期のみで、通常期は1台において半分近く空席が目立った）。
1999年2月には、京阪バスが運行から撤退。九州産業交通のみの単独運行として運行を継続した が、2002年5月に大阪線（サンライズ号）と路線統合される事になり、この日を以って京阪陣営における運行業務を終了する事になった。

### 運行経路
京都駅八条口（ホテル京阪前のりば） - 京阪枚方市駅 - 植木IC - 武蔵ヶ丘 - 松の本 - 熊本県庁前 - 熊本交通センター

### 備考
- 現在でも京都からの発着場所は京都駅八条口ではあるものの、京阪運行時とは異なり、近鉄京都駅前近鉄高速バスのりばとなっている。アバンティ（ホテル京阪）前からは発着しないので注意が必要である[注 11]。
- また、サンライズ号は京都 - 大阪間で名神高速道路を経由するため京阪枚方市駅へは停車しない。

### 注記
1. ↑  上り便のみ（上りの上本町停車は廃止、下りは上本町停車を継続）
2. ↑  2012年9月より「あそ☆くま号」でも乗継割引が適用されている。
3. ↑  当該路線は2017年3月末日をもって運行を終了している
4. ↑  「京都号」（京阪バス陣営）が停車していたホテル京阪前乗り場からは発着しない
5. ↑  神戸経由以前は、淡河PAもしくは三木SAで開放休憩をしていた。
6. ↑  その他、2箇所ほどのSA・PAにて停車しているが、車両点検や乗務員交代のための停車であり、乗客は車外へは出られない
7. ↑  車両都合ならびに2号車以降の続行便ではスーパーハイデッカー車またはハイデッカー車を使用
8. ↑  スリッパは当初はビニール製のものが常備されていたが、近年は使い捨てスリッパに変更されている（持ち帰り可）。
9. ↑  除菌装置とは車内におけるインフルエンザなどのウィルス蔓延を防止するもので、除菌水（弱酸性次亜塩素酸水）を機械によって車内に噴霧しマイナスイオンを発生させる事で空気中の細菌類を不活性化する作用がある。なお、続行車においては設置されていない車両が使用されることもある。
10. ↑  京都からの予約・乗車券発行ならびに改札業務などは京阪バスも継続
11. ↑  京阪陣営での運行が終了した際に、アバンティ前乗り場には「熊本線廃止」と案内。統合当初は利用者もかなり混乱した模様である。このため、暫くは近鉄の係員がアバンティ前乗り場に出向き、乗り場変更を口頭により案内していたとの事。

## 競合他社など
阿蘇くまもと空港から大阪国際空港間を結ぶ航空便や、熊本駅から九州新幹線・山陽新幹線直通で新大阪駅間を結ぶさくら・みずほがある。
2013年8月1日より「新高速乗合バス制度」により従前のツアーバスから移行したロイヤルバスが「ロイヤルエクスプレス」を運行し競合関係にあった。熊本市のほか久留米市・福岡市を経由し本路線と同じく、神戸三宮・大阪梅田・京都駅八条口を結んでいた。2017年1月からはカレンダー制による多客時期のみの運行に変更。同年9月末日を以って運行休止。その後は繁盛期のみ福岡発着に短縮して運行している。